# Удалённый ассистент
Удалённый ассисте́нт (виртуальный ассистент, виртуальный секретарь) — работник, удалённо выполняющий обязанности ассистента, помощника или секретаря для руководящего лица организации или для физического лица. Удалённый ассистент может быть как фрилансером, так и сотрудником организации, предоставляющей соответствующие услуги. Использование удалённых ассистентов в организации является видом аутсорсинга. Удалённый ассистент выполняет свою работу по телефону и через Интернет. Для снижения затрат на телефонные звонки обычно используется VoIP.

## История и предпосылки возникновения
Целесообразность использования удалённых ассистентов заключается в экономии средств на зарплате за счёт размещения ассистента в регионе, в котором средняя заработная плата значительно ниже, чем в регионе, для резидента которого он оказывает свои услуги; как правило, также ниже и стоимость аренды офисного пространства в этом случае. Кроме того, как и любой вид аутсорсинга, к услугам удалённого ассистента можно прибегать только в случае необходимости, а не содержать сотрудника в штате.
Исторически услуги удалённых ассистентов появились в США. Первоначально это были телефонные консультанты. Со временем получили развитие сервисы удалённых помощников, располагающиеся на веб-сайтах.

## Спектр функций
Спектр функций удаленного ассистента включает почти все действия, которые обычно выполняет обычный ассистент:
- поиск информации в Интернете и посредством телефонных звонков;
- назначение встреч руководителю, планирование дня;
- обработка электронной корреспонденции (редактирование исходящей почты, сортировка входящей);
- бронирование билетов, гостиниц, столиков в ресторанах;
- обработка входящих звонков.

Многие другие рутинные дела также могут входить в функции удалённых ассистентов.

## В культуре
В книге Тимоти Ферриса «Как работать по 4 часа в неделю и при этом не торчать в офисе „от звонка до звонка“, жить где угодно и богатеть» автор описывает свой крайне успешный опыт работы с удаленными ассистентами для ведения бизнеса и в личной жизни.
В фильме «Несносные боссы» в GPS-навигаторе автомобиля главного героя была связь с его помощником из Индии.
Томас Фридман описывает сотрудничество с удалёнными ассистентами в своей книге «Плоский мир»: 

Скажем, вы возглавляете некую компанию и так сложилось, что через два дня вам необходимо подготовить доклад и презентацию с помощью PowerPoint. Ваш «удалённый ассистент» в Индии, которого предоставляет «Бриквок», соберёт всю необходимую информацию, создаст презентацию в PowerPoint и пошлёт вам результаты своей работы по электронной почте на следующее утро, так что они будут лежать у вас на столе в день доклада.— Томас Фридман «Плоский мир»